# Pteroglossus
Pteroglossus Illiger, 1811 è un genere di uccelli della famiglia Ramphastidae, comunemente noti come aracari.

## Distribuzione e habitat
Il genere ha una distribuzione neotropicale.

## Tassonomia
Comprende le seguenti specie:
- Pteroglossus viridis (Linnaeus, 1766) - aracari verde
- Pteroglossus inscriptus Swainson, 1822 - aracari scritto
- Pteroglossus bitorquatus Vigors, 1826 - aracari collorosso
- Pteroglossus azara (Vieillot, 1819) - aracari beccoavorio
- Pteroglossus mariae Gould, 1854 - aracari beccobruno
- Pteroglossus aracari (Linnaeus, 1758) - aracari collonero
- Pteroglossus castanotis Gould, 1834 - aracari guancecastane
- Pteroglossus pluricinctus Gould, 1835 - aracari fasciato
- Pteroglossus torquatus (J.F.Gmelin, 1788) - aracari dal collare
- Pteroglossus sanguineus Gould, 1854 - aracari beccostriato
- Pteroglossus erythropygius Gould, 1843 - aracari beccochiaro
- Pteroglossus frantzii Cabanis, 1861 - aracari beccoflammeo
- Pteroglossus beauharnaesii Wagler, 1832 - aracari crestariccia
- Pteroglossus bailloni (Vieillot, 1819) - tucanetto zafferano